# Kategoria e Parë
De Kategoria e Parë (of Kategoria A2) is de nationale voetbalcompetitie in Albanië op het tweede niveau die door de Albanese voetbalbond (FSHF) wordt georganiseerd.

## Geschiedenis
De competitie werd in 1930 opgericht. In het seizoen 2006/07 werd de competitie uitgebreid van 14 naar 16 teams. Vanaf het seizoen 2014/15 werd er gespeeld in twee groepen van tien clubs. De winnaars van de twee groepen speelden om het kampioenschap en promoveerden beiden. De laagst geëindigde teams in beide groepen degradeerden naar het derde niveau, de Kategoria e Dytë. De nummers negen speelden play-offs tegen teams uit de Kategoria e Dytë om respectievelijk degradatie of promotie. 

### Aanpassingen 2016/17
Vanaf het seizoen 2016/17 was de organisatie wederom aangepast. Er werd nog steeds gespeeld in twee groepen van tien clubs. De bovenste vijf teams van elke groep vormden na het reguliere seizoen twee promotiegroepen ter bepaling van het groepskampioenschap. Het seizoen werd vervolgens afgesloten met een finale op neutraal terrein ter bepaling van het algehele kampioenschap. De beide kampioenen promoveerden naar de Kategoria Superiore. De onderste vijf teams van elke groep vormden na het reguliere seizoen twee degradatiegroepen. De nummers laatst van deze groepen degradeerden rechtstreeks en de nummers vier speelden nacompetitie voor degradatie naar het derde niveau.

### Aanpassingen vanaf 2021/22
Een nieuwe aanpassing volgde met ingang van het seizoen 2021/22. Er werd toen gespeeld in één divisie met 16 teams. De eerste twee teams promoveerden naar de Kategoria Superiore. De nummer drie speelde promotie-/degradatiewedstrijden tegen de nummer acht van de Kategoria Superiore. De nummers dertien tot en met zestien degradeerden naar de Kategoria e Dytë. De nummers elf en twaalf speelden een play-out om uit te maken wie er nog meer zou degraderen. Dat competitieformat werd voor één seizoen aangehouden. Voor 2022/23 werd de competitie verkleind naar veertien en in de volgende jaargang naar twaalf clubs. Sinds 2024/25 promoveren de bovenste twee ploegen direct naar de Kategoria Superiore en spelen de nummers drie tot en met zes promotiewedstrijden tegen elkaar waarvan de winnaar moet spelen tegen de nummer acht van de hoogste competitie, net als in voorgaande jaren sinds 2021/22. De twee laagst geplaatste teams degraderen direct en de nummers negen en tien spelen onderlinge degradatiewedstrijden.

## Kampioenen
1998/99 · Shqiponja Gjirokastër

1999/00 · Besëlidhja Lezhë

2000/01 · Partizani Tirana

2001/02 · KF Elbasani

2002/03 · Egnatia Rrogozhinë

2003/04 · KF Laçi

2004/05 · KS Besa Kavajë

2005/06 · KS Flamurtari Vlorë

2006/07 · Skënderbeu Korçë

2007/08 · KS Flamurtari Vlorë

2008/09 · KF Laçi

2009/10 · KS Bylis Ballsh

2010/11 · KS Pogradeci

2011/12 · Luftëtari Gjirokastër

2012/13 · KS Lushnja

2013/14 · KS Elbasani

2014/15 · KS Bylis Ballsh

2015/16 · Luftëtari Gjirokastër

2016/17 · KS Kamza

2017/18 . KF Tirana

2018/19 · KS Bylis Ballsh

2019/20 · Apolonia Fier

2020/21 . KS Egnatia

2021/22 · KS Bylis Ballsh

2022/23 · Skënderbeu Korçë

2023/24 · AF Elbasani

Apolonia ·
Besa · 
Burreli ·
Erzeni ·
Flamurtari · 
Kastrioti ·
Korabi · 
Kukësi ·
Lushnja ·
Pogradeci ·
Valbona ·
Vora
Albanese voetbalbond · Albanees voetbalelftal (mannen) · Albanees voetbalelftal (vrouwen)
Mannen
Kategoria Superiore · Kategoria e Parë · Kategoria e Dytë · Kategoria e Tretë · Albanese amateurdivisies
Albanese voetbalbeker · Supercup
 Vrouwen
Kampionati Kombëtar i Futbollit për Femra
Albanië · 
Andorra · 
Armenië · 
Azerbeidzjan · 
België (tot 2016 / vanaf 2016) ·
Bhutan ·
Bosnië-Herzegovina (BiH) · 
Bosnië-Herzegovina (RS) · 
Bulgarije · 
Curaçao · 
Cyprus · 
Denemarken · 
Duitsland · 
Engeland · 
Estland · 
Faeröer · 
Finland · 
Frankrijk · 
Georgië · 
Gibraltar · 
Griekenland · 
Hongarije · 
Ierland · 
IJsland · 
Israël · 
Italië · 
Kazachstan · 
Kosovo · 
Kroatië · 
Letland · 
Litouwen · 
Luxemburg · 
Malta · 
Moldavië · 
Montenegro · 
Nederland · 
Noord-Ierland · 
Noord-Macedonië · 
Noorwegen · 
Oekraïne · 
Oostenrijk · 
Polen · 
Portugal · 
Roemenië · 
Rusland · 
Schotland · 
Servië · 
Servië en Montenegro (FR Joegoslavië) ·
Slovenië · 
Slowakije · 
Sovjet-Unie · 
Spanje · 
Tsjechië · 
Tsjecho-Slowakije ·
Turkije · 
Turkse Republiek Noord-Cyprus · 
Wales (Noord) · 
Wales (Zuid) · 
Wit-Rusland · 
Zweden · 
Zwitserland